# Carreño
Carreño – gmina w Hiszpanii, w prowincji Asturia, w Asturii, o powierzchni 66,75 km². W 2011 roku gmina liczyła 10 967 mieszkańców.